# کمیته هوشیاری (اتحادیه کارگری)
کمیته هوشیاری یک گروه غیررسمی در درون یک اتحادیه کارگری است که با هدف اعمال فشار بر رهبری آن اتحادیه برای دنبال کردن سیاست‌های جایگزین یا دنبال کردن سیاست‌های موجود با قدرت بیشتر تشکیل شده است. کمیته‌های هوشیاری معمولاً زمانی تشکیل می‌شود که تعداد زیادی از اعضای اتحادیه با سیاست رسمی اتحادیه موافق نباشند، در بریتانیا، کمیته‌های هوشیاری در طول دهه ۱۹۲۰ گسترده بودند، به عنوان مثال، در بین دریانوردان، اسکله‌ها و راه‌آهن‌ها ظاهر شدند. این کمیته‌های هوشیاری تحت تأثیر مبارزان کمونیست جنبش اقلیت ملی بودند. کمیته‌های هوشیاری نیز در دهه‌های ۱۹۴۰ یا ۱۹۵۰ رایج بودند، اگرچه در این مرحله اغلب این نهادها از واژه کمیته هوشیاری استفاده نمی‌کردند و اصطلاحات جایگزینی مانند جنبش اصلاحات را ترجیح می‌دادند.